# Mmadinare
Mmadinare é uma cidade localizada no Distrito Central em Botswana. Fundada em 1900 pela tribo Batalaote, contava com uma população estimada de 12 086 habitantes em 2011.